# Bamboutos
Le Bamboutos est un département du Cameroun situé dans la région de l'Ouest. Son chef-lieu est Mbouda.

## Histoire
Le 30 novembre 1960, la loi N°60-70 crée le Département de Mbouda, par cette loi l'ex-région Bamiléké, devenue région de Dschang est démembré en 5 départements : la Mifi, la Ménoua, le Ndé, le Haut-Nkam et Mbouda. Celui-ci sera transformé en Département des Bamboutos le 3 février 1961 par le décret N°61/8 du Président Ahmadou Ahidjo. 

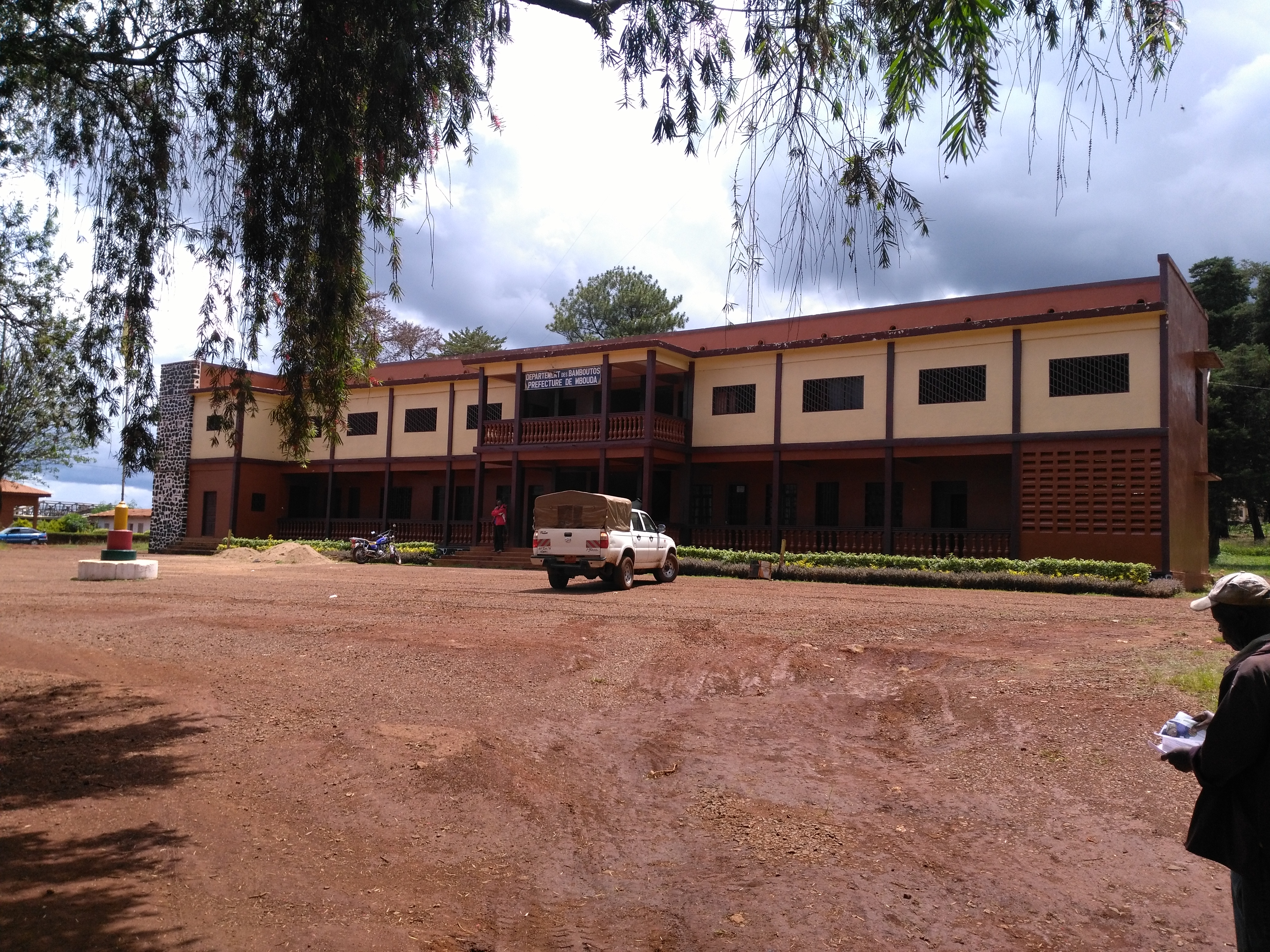
Préfecture de Mbouda au Cameroun

Le Département des Bamboutos tire son nom d'un massif montagneux de la Ligne du Cameroun de même nom : le Mont Bamboutos.

## Organisation communale

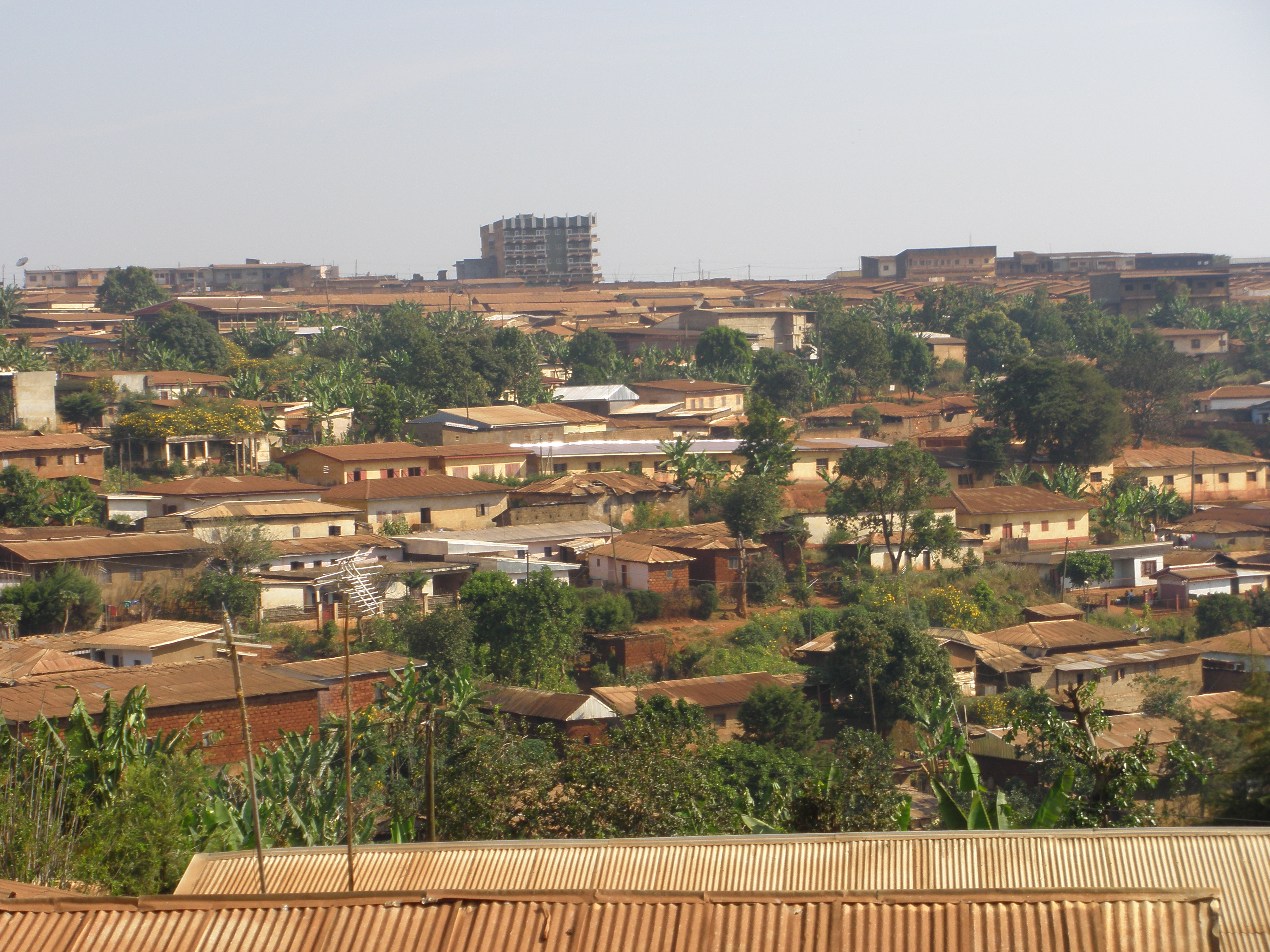
Ville de Mbouda au Cameroun

Le département est découpé en 4 arrondissements et/ou communes :

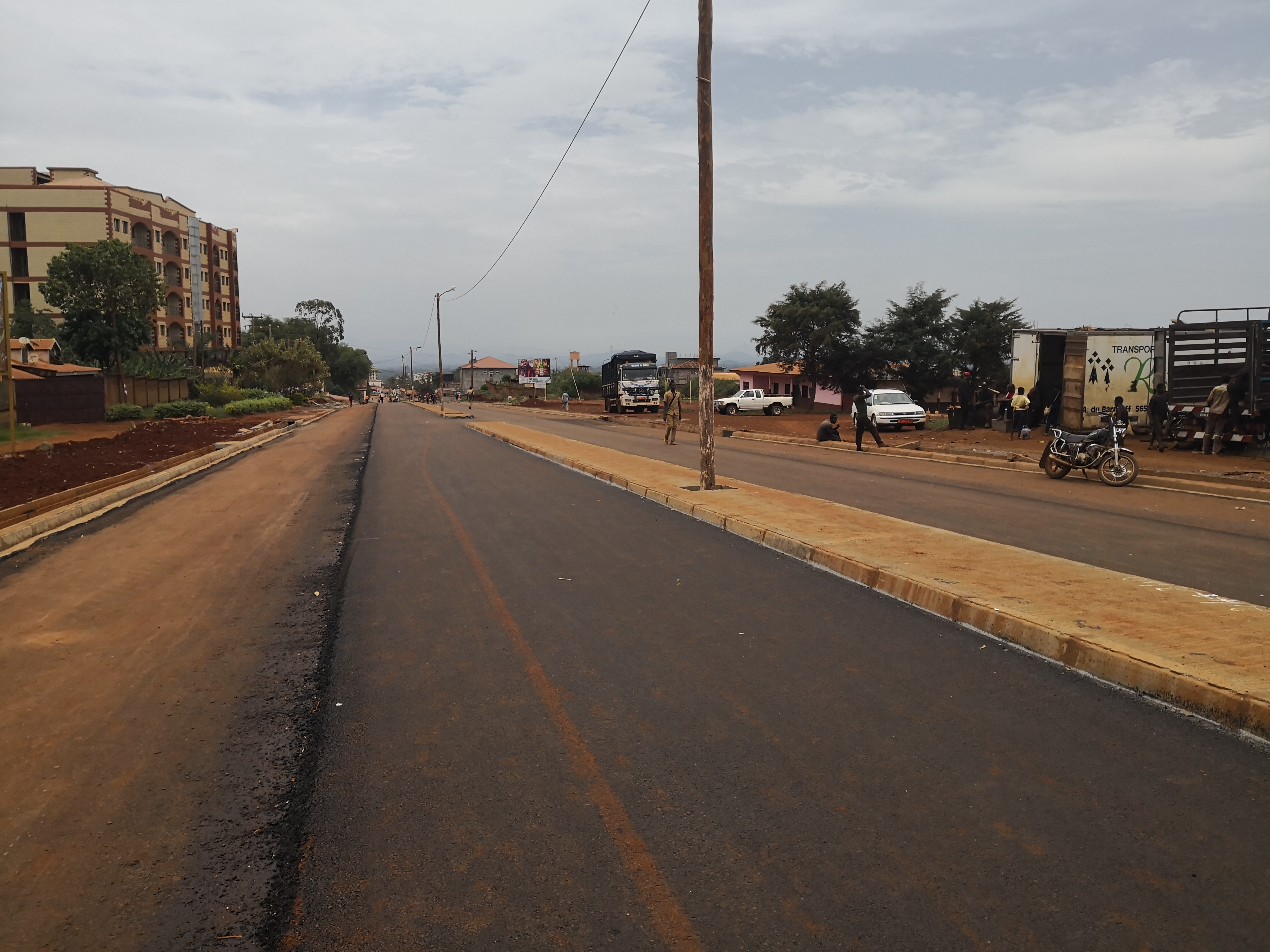
Route de Mbouda

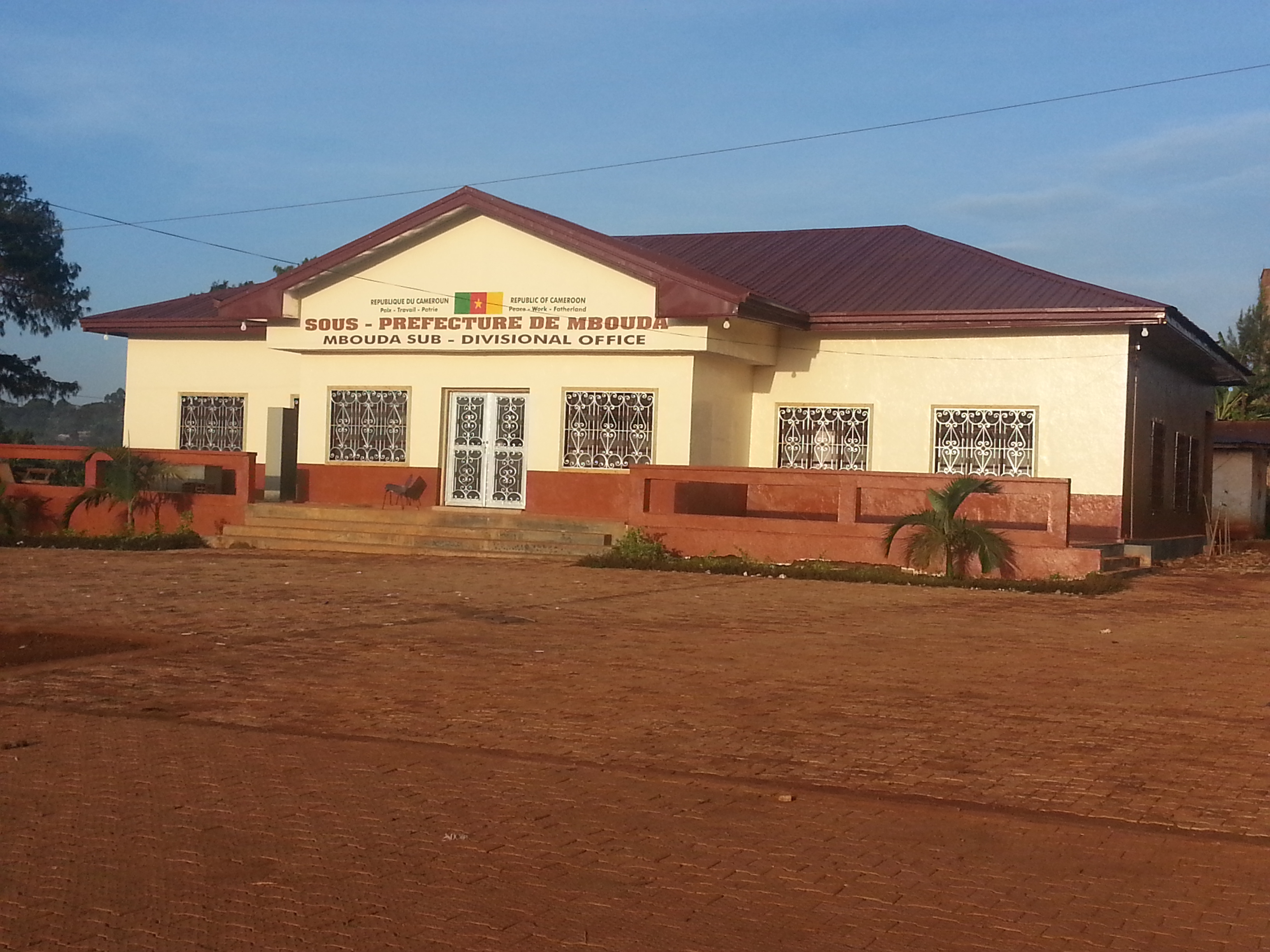
Sous préfecture de Mbouda

- Babadjou
- Batcham
- Galim
- Mbouda

| COG    | Arrondissement | Chef-lieu | Superficie (km²) | Population (2005) |
| ------ | -------------- | --------- | ---------------- | ----------------- |
| OU0201 | Mbouda         | Mbouda    | 437              | 120 650           |
| OU0202 | Batcham        | Batcham   | 211              | 83 817            |
| OU0203 | Galim          | Galim     | 505              | 51 014            |
| OU0204 | Babadjou       | Babadjou  | 197              | 36 929            |

## Particularité
Les Monts Bamboutos culminent à 2740 m d’altitude. Galim est le grenier agricole des Bamboutos, mais cette commune manque de ponts et de routes.

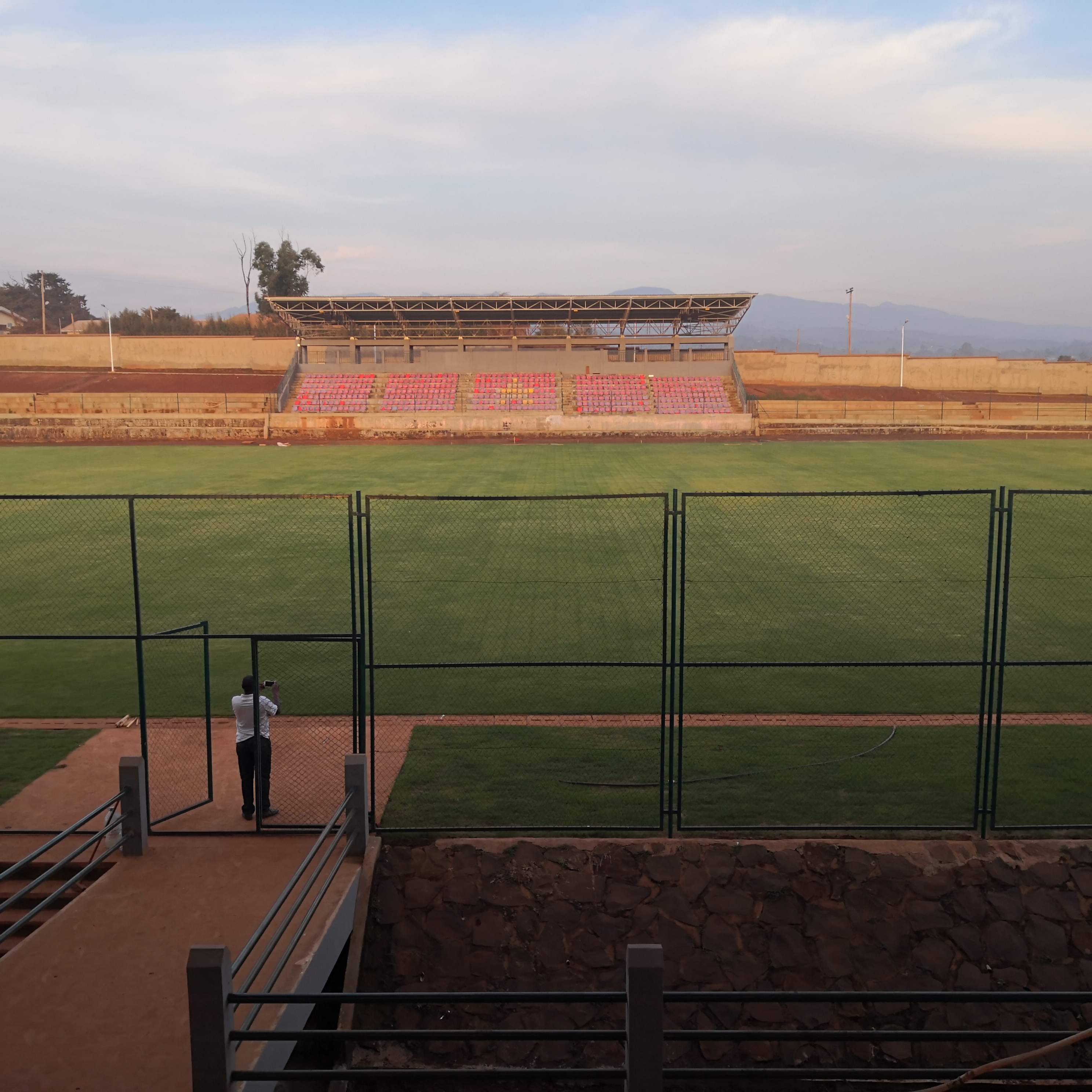
Stade municipal de Mbouda

## Notes et références

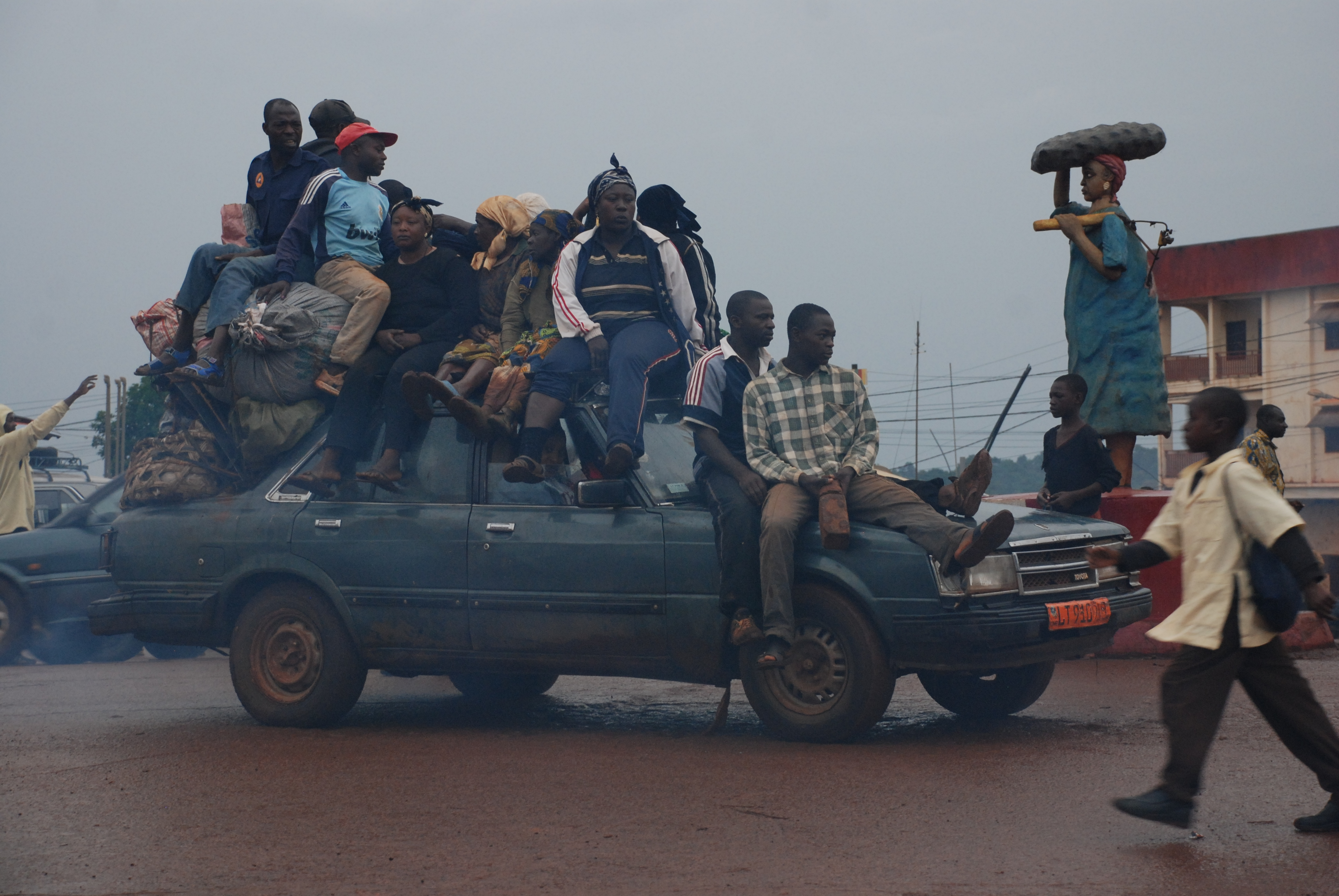
Transport des populations à Mbouda